# Zgrupowanie Południe Okręgu Nowogródek Armii Krajowej

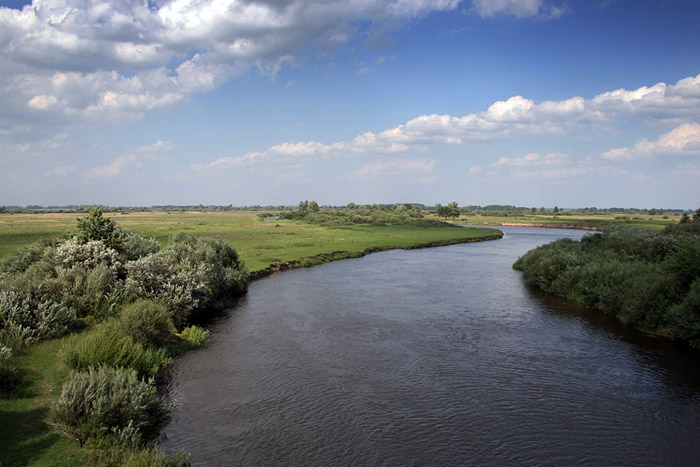
Niemen na trasie Mińsk - Nowogródek

Zgrupowanie Południe Okręgu Nowogródek AK (inaczej Zgrupowanie Nadniemeńskie) – oddziały bojowe Nowogródzkiego Okręgu Armii Krajowej.
Dowódcą Zgrupowania  do 12 marca 1944 był por./rtm. Józef Świda (ps. „Lech”), a następnie mjr dypl. Maciej Kalenkiewicz (ps. „Kotwicz”). Jego żołnierze brali udział w działaniach zbrojnych operacji „Ostra Brama”.

## Skład
- 77 Pułk Piechoty AK (1., 4., 8. batalion oraz 1. i 2. kompania saperów)
- 26 Pułk Ułanów AK

## Literatura
- Struktura Organizacyjna Armii Krajowej, Marek Ney-Krwawicz w: Mówią Wieki nr 9/1986.